# Söding
Söding là một đô thị thuộc huyện Voitsberg thuộc bang Steiermark, nước Áo. Đô thị Söding có diện tích 9,1 km², dân số thời điểm cuối năm 2005 là 2085 người.